# Cacaluta (La Villita)
Cacaluta (La Villita) es una localidad del municipio de Zacoalco de Torres ubicado en la región sur del estado mexicano de Jalisco.

## Geografía
La localidad se ubica a 11.0 kilómetros (en dirección noroeste) de la localidad de Zacoalco de Torres, la cabecera y lugar más poblado del municipio. Se sitúa en las coordenadas geográficas 20°09′58″N 103°29′01″O / 20.166111, -103.483611, a una elevación de 1,350 metros sobre el nivel del mar.

## Demografía
Según el Conteo de Población y Vivienda 2020, efectuado por el Instituto Nacional de Estadística y Geografía, la localidad de Cacaluta (La Villita) tiene 635 habitantes, de los cuales 341 son del sexo masculino y 294 del sexo femenino. Su tasa de fecundidad es de 3.06 hijos por mujer y tiene 190 viviendas particulares habitadas.
| Gráfica de evolución demográfica de Cacaluta (La Villita) entre 1900 y 2020 |
|                                                                             |
| INEGI.                                                                      |